# Pseudodiptera musiforme
Pseudodiptera musiforme là một loài bướm đêm thuộc phân họ Arctiinae, họ Erebidae.